# Моріс Вілкс
Моріс Вінсент Вілкс (англ. Maurice Vincent Wilkes; 26 червня 1913 — 29 листопада 2010) — британський вчений у галузі комп'ютерних наук. Йому приписують кілька важливих розробок у обчислювальній техніці.

## Біографія
Вілкс народився в Дадлі, графство Вустерширі виріс у Стаурбриджі, графство Західний Мідлендс, де його батько працював в маєтку графа Дадлі. Здобув освіту в коледжі короля Едуарда VI у Сторбриджі і в шкільні роки займався радіоаматорством, до якого його залучив вчитель хімії. Навчався з 1931 по 1934 рік в Кембриджському університеті, де у 1936 році отримав титул доктора філософії, написавши дисертацію про поширення радіохвиль в іоносфері.
Вілкс був призваний на військову службу під час другої світової війни й працював над радаром в Науково-дослідному інституті телекомунікацій (TRE), і над оперативними дослідженнями.
У 1945 році Вілкс був призначений другим директором Математичної лабораторії Кембриджського університету, пізніше відому як Комп'ютерна лабораторія (англ. Computer Laboratory).
У серпні 1946 Вілкс відвідує США. Після повернення до Кембриджу Вілкс приступає до створення EDSAC (Автоматичний обчислювач на електронних лініях затримки). Він використовував тільки перевірені методи побудови кожної частини обчислювачів. У результаті обчислювач був повільнішим і меншим, ніж інші його сучасники. Однак, лабораторний комп'ютер його був першим, який зберігав програмний код, і успішно працював з травня 1949 року.
У 1951 році він розробив концепцію мікропрограмування, яка була реалізована тим, що центральний процесор в комп'ютері міг знаходитися під контролем мініатюрної, високо спеціалізованої комп'ютерної програми, що містилася на високошвидкісних дисках. Це поняття значно спрощувало розвиток процесорів.
Вілксу також приписують ідею символьних міток, макросів і бібліотечних підпрограм. Ці фундаментальні зміни, зробили програмування набагато простішим і проклали шлях для мов програмування високого рівня.
Пізніше Вілкс працював над ранніми системами поділу часу (які тепер називається багатокористувацькі операційні системи) та розподіленими обчисленнями.
У 1956 році Вілкс був обраний членом Королівського товариства. Він був засновником Британського комп'ютерного товариства і першим його президентом (1957-1960).
У 1980 році він пішов у відставку із посади професора і завідувача лабораторією і пішов працювати у центральному технічному бюро Digital Equipment Corporation у Мейнарді, штат Массачусетс.
У 1986 році Вілкс повернувся до Англії, і став членом стратегічної ради наукових досліджень Olivetti. У 1993 році Вілкс став почесний доктор наук Кембриджського університету. У 1994 році він став член Асоціації обчислювальної техніки. Він був нагороджений медаллю Маунтбаттен в 1997 році. У 2000 році Вілкс був присвячений у лицарі. У 2002 році Вілкс повернувся до комп'ютерної лабораторії Кембріджського університету, як почесний професор.

## Нагороди
- 1956 — почесне членство в Лондонському королівському товаристві
- 1967 — Премія Т'юринга за розробку EDSAC та введення понять програмових бібліотек
- 1968 — Меморіальна премія Гаррі Гуда за внесок у розвиток комп'ютерної техніки
- 1976 — почесне членство у Королівській інженерній академії
- 1980 — Нагорода Еккерта-Моклі та Премія Уоллеса Макдауелла
- 1981 — Медаль Фарадея
- 1982 — Премія Гарольда Пендера
- 1988 — C&C Prize
- 1992 — Премія Кіото
- 1997 — Медаль Джона фон Неймана за внесок у розвиток комп'ютерної техніки